# 塞纳港
塞纳港（法語：Seine-Port，法語發音：[sɛn pɔʁ] ⓘ）是法国塞纳-马恩省的一个市镇，属于默伦区。

## 地理
塞纳港（48°33'23"N, 2°33'11"E）面积8.53 平方千米，位于法国法蘭西島大區塞纳-马恩省，该省份为法国北部内陆省份，北起瓦兹省，西接埃松省、马恩河谷省、塞纳-圣但尼省和瓦兹河谷省，南至卢瓦雷省，东南接约讷省，东临马恩省和奥布省，东北接埃纳省。
与塞纳港接壤的市镇（或旧市镇、城区）包括：楠迪、布瓦西斯拉贝特朗、布瓦西斯勒鲁瓦、塞松、圣法尔若蓬蒂耶里、萨维尼勒唐普勒。

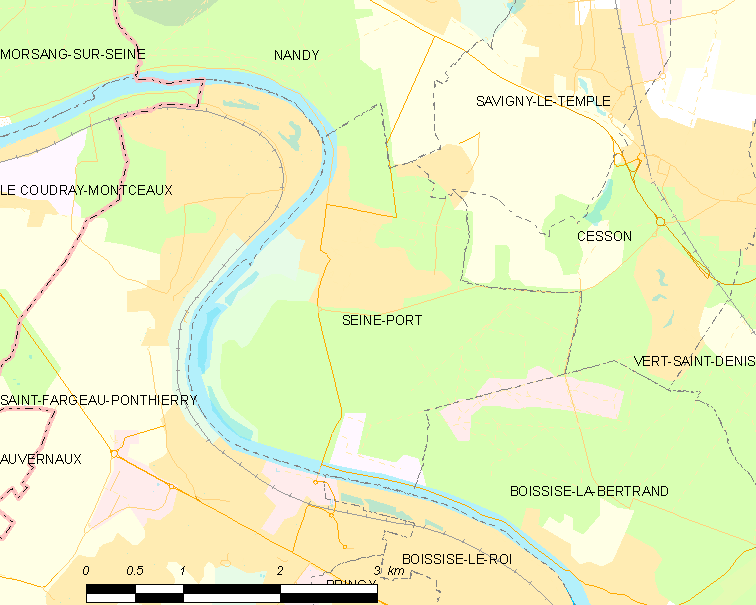
塞纳港的OSM定位图

塞纳港的时区为UTC+01:00、UTC+02:00（夏令时）。

## 行政
塞纳港的邮政编码为77240，INSEE市镇编码为77447。

## 政治
塞纳港所属的省级选区为圣法尔若蓬蒂耶里县。

## 人口

1962-2008年间塞纳港人口变化图示

塞纳港于2022年1月1日时的人口数量为1824人。